# Minh Chuyên (nhà văn)
Nguyễn Minh Chuyên (sinh ngày 10 tháng 12 năm 1948) là nhà văn, nhà báo, nhà biên kịch kiêm đạo diễn phim tài liệu người Việt Nam, nổi tiếng với các bút ký và phim tài liệu về đề tài hậu chiến. Ông đã sáng tác và xuất bản hơn 70 tập truyện ngắn, truyện ký, tiểu thuyết, kịch bản văn học, chủ biên tập sách “Nỗi đau sau chiến tranh”, viết kịch bản và đạo diễn 255 tập phim tài liệu.
Ông có 4 tác phẩm có đoạn trích trong bộ sách giáo khoa của Việt Nam và chương trình giáo dục tại Thái Bình, ông hiện dang giữ 1 Kỷ lục châu Á, 1 Kỷ lục Việt Nam, được Nhà nước Việt Nam trao tặng Anh hùng Lao động và Giải thưởng Nhà nước về văn học - Nghệ thuật. Minh Chuyên còn sở hữu một bảo tàng gồm các tác phẩm của ông và đồng nghiệp về chiến tranh Việt Nam.

## Tiểu sử
Nguyễn Minh Chuyên sinh ngày 10 tháng 12 năm 1948, tại làng Thọ Lộc, xã Minh Khai, huyện Vũ Thư, tỉnh Thái Bình. Trong khoảng năm 1962, ông là học sinh khóa đầu tiên của Trường Trung học phổ thông Nguyễn Trãi (huyện Vũ Thư).
Năm 1967, khi đang là sinh viên Khoa Ngữ văn, Đại học Tổng hợp Hà Nội, ông nhập ngũ làm quân y của Đại đội 2, Tiểu đoàn 526, Trung đoàn 7, Sư đoàn 350 chiến đấu ở chiến trường miền Đông Nam Bộ. Tham gia chiến đấu và phục vụ chiến đấu tại Tây Ninh, Bình Long, Phước Long; ông còn tham gia làm phim tài liệu trong chiến trường với đoàn phim Giải phóng Cho đến khi bị thương, nhiễm chất độc da cam và mất 40 đến 61% sức khỏe. Trong thời gian tại ngũ, Minh Chuyên thường viết bài gủi Đài Tiếng nói Việt Nam.
Đến năm 2009, chất độc phát tác mạnh, Minh Chuyên phát hiện bị ung thư bàng quang. Năm 2018, Ủy Ban Nhân dân tỉnh Thái Bình ra quyết định cấp phép xây dựng và hỗ trợ kinh phí cho "Bảo tàng Tác phẩm hậu chiến tranh Minh Chuyên" tại xã Minh Khai, huyện Vũ Thư.
Ngày 25 tháng 10 năm 2018, Minh Chuyên được tổ chức Kỷ lục Việt Nam xác lập Kỷ lục số 2165/QĐ-KLVN là người sáng tác các tác phẩm văn học, điện ảnh, truyền hình về hậu chiến tranh Việt Nam nhiều nhất.
Năm 2021, ông được được Tổ chức Hội đồng kỷ lục Trung ương tuyển chọn gửi hồ sơ đi Tổ chức Kỷ lục châu Á. Sau hơn 1 năm thẩm định, các thành viên của Tổ chức Kỷ lục châu Á xác lập kỷ lục. Ngày 4 tháng 7 năm 2022, Tổ chức Kỷ lục châu Á đã trao chứng nhận cho nhà văn Minh Chuyên đạt kỷ lục Người có tác phẩm văn học, điện ảnh về đề tài hậu chiến tranh nhiều nhất châu Á.

## Sự nghiệp

### Văn học
Trong giai đoạn 1974–1975, ông tham gia trại sáng tác văn học của Tổng cục chính trị Quân đội nhân dân Việt Nam và viết truyện, ký về kỷ niệm sâu sắc trong chiến tranh Việt Nam.
Sau khi xuất ngũ, năm 1976, Minh Chuyên chuyển ngành về làm phóng viên Báo Thái Bình. Cũng trong năm này, Minh Chuyên công bố bút ký "Đứa con màu da thú" có thể nói là bút ký đầu tiên viết về nạn nhân chất độc da cam, ban đầu nhiều người côn cho rằng ông bịa chuyện nhưng theo thời gian cùng với 15 bút ký khác đã thay đổi nhân thức của xã hội và phát triển , phong trào ủng hộ, đòi công bằng cho nạn nhân chất độc da cam. Từ năm 1979 đến 1984 là Ủy viên Ban Chấp hành Hội Văn học & Nghệ thuật Thái Bình. Từ năm 1985 đến 1996 là Ủy viên thường vụ Hội Văn học & Nghệ thuật Thái Bình, Ủy viên Đảng đoàn Hội Văn học & Nghệ thuật Thái Bình.
Năm 1988, bút ký "Thủ tục làm người còn sống" của ông in trên báo Văn Nghệ, kể về hành trình 10 năm của Trần Quyết Định sau khi trở về từ cuộc chiến nhưng không được xác nhận là cựu chiến binh vì đã có giấy báo tử về nhà. 18 năm sau người lính này mới được xác nhận là cựu chiến binh và được hưởng trợ cấp.
Bút ký "Người lang thang không cô đơn” của ông sau khi được đăng trên báo Văn Nghệ số ra ngày 25 tháng 7 năm 1992 đã gây được ảnh hưởng lớn, câu chuyện sau đó được giới thiệu trên VTV1. Năm 1993, Chính phủ đã ra quyết định số 129-CP, thành lập quỹ từ thiện mang tên tác phẩm của ông "Quỹ người không cô đơn". Đến năm 1995 đổi thành "Quỹ Đền ơn đáp nghĩa" do Bộ Lao động – Thương binh và Xã hội quản lý. "Người lang thang không cô đơn” đã được 7 đoàn nghệ thuật chuyển thể thành kịch nói: "Người không cô đơn" , "Anh sẽ về"; "Trả lại tên cho anh", chèo: "U vẫn đợi con về", cải lương, phim truyện: "Người lang thang không cô đơn", phim tài liệu. Minh Chuyên là Hội viên Hội Nhà văn Việt Nam từ năm 1993. Bút ký này đến năm 2024 đã được tái bản bốn lần.
Minh Chuyên là tác giả của bốn tác phẩm được đưa vào Chương trình Giáo dục Phổ thông, gồm: Truyện kí "Vào chùa gặp lại" - Ngữ văn 11, Bút kí "Nhà Bác học của đồng ruộng" - Tiếng Việt 4, Truyện kí "Chuyện ông Hoàng Cầm" - Văn bản đọc hiểu Ngữ Văn 11 và tác phẩm "Người lang thang không cô đơn" được giảng dạy trong chương trình Giáo dục địa phương tỉnh Thái Bình.
Nhiều tác phẩm của nhà văn Minh Chuyên còn được dịch và lưu giữ tại thư viện Đại học Harvard và thư viện Quốc hội Hoa Kỳ.

### Điện ảnh
Từ 1997–2007, ông đảm nhận vị trí biên tập viên, đạo diễn phim tài liệu ở Đài Truyền hình Việt Nam. Từ tháng 6 năm 1998, ông chính thức về làm tại Đài Truyền hình Việt Nam và Hãng phim Hội Nhà văn Việt Nam.
...Tôi muốn xã hội quan tâm hơn nữa, thế giới biết hơn nữa về hậu chiến Việt Nam, về người lính cùng con cái họ đang sống như thế nào với di chứng của chất độc da cam.
Bộ phim Cha con người lính chuyển thể từ bút ký "Đứa con màu dã thú" của ông được phát sóng trên kênh VTV4 trong năm 2004 với phụ đề tiếng Anh, thành viên Ban tổ chức Liên hoan Phim tài liệu quốc tế EBS xem được đã họ liên hệ mời đạo diễn Minh Chuyên đưa phim đến dự thi. thuộc dòng phim nằm trong trào lưu tư tưởng không đồng chiều Năm 2006 bộ phim tiếp tục giành Cúp Vàng tại Liên hoan Phim quốc tế Bình Nhưỡng lần thứ 10.
Năm 2008, phim tài liệu Linh hồn Việt Cộng do ông đạo diễn được chiếu trên Đài Truyền hình Việt Nam phát sóng tối ngày 23 tháng 7 năm 2008 đã gây xúc động cho khán giả. Bộ phim kể về quá trình tìm hài cốt liệt sĩ Hoàng Ngọc Đảm với sự trợ giúp của bà Phan Thị Bích Hằng và người lính Mĩ đã bắn ông Đảm. Tuy nhiên, sau đó Đài Phát thanh – Truyền hình Gia Lai đã có phóng sự "Phim Linh hồn Việt cộng - một nửa sự thật ở đâu" phân tích địa điểm tìm thấy hài cốt liệt sĩ trong phim tài liệu trên không đúng với lời bình của phim. Minh Chuyên sau đó đã giải thích việc gia đình và đoàn của ông đã phải đào trộm hài cốt liệt sĩ Đảm vì họ chưa đủ thủ tục, sau đó cảnh đào mộ phải quay bù ở địa điểm khác dẫn đến hình ảnh và lời bình không đồng nhất.
Từ 2008 đến nay là Đạo diễn cao cấp Đài truyền hình Việt Nam.

## Tác phẩm

### Văn học[15]
- Tập bút ký: "Di họa chiến tranh" (1998), "Nỗi kinh hoàng" (2004), "Hậu chiến Việt Nam" (2004, 2005)[26]
- Tập truyện ký: "Người không cô đơn" (1995), "Điểm tựa cuộc đời" (1997)
- Tập truyện ngắn: "Miền quê anh đến" (1985), "Làm tiếp Surenco" (1986), "Người gặp trong mơ" (1990)
- Tập ký: "Người lang thang không cô đơn" (1993), "Thử thách" (1994), "Những linh hồn da cam" (2008), "Linh hồn Việt Cộng" (2009)
- Những linh hồn da cam (sách)[26]
- Trở lại kiếp người (truyện ký) [12][27]
- Bút ký nổi bật:[28]
  - Đứa con màu da thú (1976)
  - Vào chùa gặp lại (1997)
  - Thủ tục làm người còn sống - báo Văn Nghệ số 19 tháng 5-1988[16]
  - Người lang thang không cô đơn (Văn Nghệ số ra ngày 25/7/1992)[17]
  - Vào chùa gặp lại[12][27]
- 50 cuốn "Nỗi đau sau chiến tranh"[12]
- Người lạc về đâu (tiểu thuyết, 1995)
- Bút ký Minh Chuyên (tuyển tập, 1996)
- Cha con người lính (tập kịch bản, 2006)
- Kịch bản truyền hình (tập kịch văn học, 2007)[29]
- Trở lại kiếp người (2024)[18]
- Và 115 kịch bản đã dàn dựng, phát sóng truyền hình từ 1990 đến 2010.

### Phim tài liệu
| Năm  | Tựa đề                                    | Vai trò  | Vai trò   | Chú thích |
| ---- | ----------------------------------------- | -------- | --------- | --------- |
| 2004 | Cha con người lính                        | Đạo diễn | Biên kịch | [ 21 ]    |
|      | Trong mắt người thương binh               |          |           | [ 23 ]    |
| 2008 | Linh hồn Việt Cộng                        |          |           | [ 24 ]    |
| 2015 | Ký ức chiến tranh nhìn từ hai phía        |          |           | [ 30 ]    |
|      | Những linh hồn phiêu dạt                  |          |           | [ 5 ]     |
|      | Những linh hồn không tên                  |          |           | [ 5 ]     |
|      | Ký ức chiến tranh, Bức thông điệp lịch sử |          |           | [ 7 ]     |
|      | Những linh hồn da cam                     |          |           | [ 12 ]    |
|      | Chuyện ông cố vấn                         |          |           | [ 12 ]    |
|      | Những đứa con không được làm người        |          |           | [ 12 ]    |
|      | Bức thông điệp lịch sử                    |          |           | [ 12 ]    |
|      | Bức thông điệp                            |          |           | [ 1 ]     |
|      | Bất khuất Côn Đảo                         |          |           | [ 1 ]     |

### Chương trình truyền hình
- Cất cánh[12] (khách mời)

## Vinh danh
- Huân chương lao động hạng ba (2009)[1]
- Giải thưởng Nhà nước về Văn học Nghệ thuật (2017)[31][32]
- Phim tài liệu: Ngòi bút tri ân do Trung tâm Phát thanh - Truyền hình Quân đội sản xuất năm 2023.[33]
- Năm 2024, GS.TS, nguyên Thứ trưởng Nguyễn Công Nghiệp cho ra mắt tập bút kí về ông "Minh Chuyên – Cây bút hậu chiến".[34]
- Danh hiệu: Anh hùng Lao động (2025)[6][12]

| Năm  | Giải thưởng | Tác phầm                        | Kết quả       | Chú thích    |
| ---- | --- | ------------------------------- | ------------- | ------------ |
| 1992 | Giải Bút ký Báo Văn Nghệ                                                                                               | Người lang thang không cô đơn   | Giải nhất     | [ 17 ]       |
| 1994 | Giải thưởng tác phẩm văn học nghệ thuật và báo chí về đề tài lực lượng vũ trang và chiến tranh cách mạng (1984 - 1994) |                                 |               | [ 1 ]        |
| 1996 | Giải Bút ký Báo Văn Nghệ                                                                                               | Vào chùa gặp lại                | Giải nhì      | [ 14 ]       |
| 1997 | Giải Bút ký Báo Văn Nghệ                                                                                               | Nước mắt làng                   | Giải ba       | [ 14 ]       |
| 1997 | Giải thưởng Hội Nhà văn Việt Nam                                                                                       | Thủy hỏa đạo tặc                |               | [ 35 ]       |
| 1998 | Giải thưởng Văn học nghệ thuật Lê Quý Đôn (Thái Bình)                                                                  | Người lang thang không cô đơn   | Giải A        | [ 2 ]        |
| 1998 | Giải thưởng Hội nhà văn Việt Nam                                                                                       | Di họa chiến tranh (tập truyện) |               | [ 17 ]       |
| 2007 | Liên hoan Truyền hình toàn quốc lần thứ 26                                                                             | Tôi và anh ai cộng sản hơn?     |               | [ 13 ]       |
|      | Liên hoan Truyền hình toàn quốc                                                                                        |                                 | Giải Đặc biệt | [ 5 ]        |
|      | Giải Báo chí Quốc gia (nhiều năm liên tiếp)                                                                            |                                 | Giải A        | [ 5 ]        |
| 2014 | Liên hiệp các Hội Văn học nghệ thuật Việt Nam                                                                          | Những cột mốc người             | Giải A        | [ 17 ] [ 5 ] |

### Giải thưởng điện ảnh
| Năm  | Giải thưởng                                                           | Tác phầm                    | Kết quả           | Chú thích            |
| ---- | --------------------------------------------------------------------- | --------------------------- | ----------------- | -------------------- |
|      |                                                                       | Vết thương không mảnh đạn   | Giải khuyến khích | [ 36 ] [ 3 ]         |
| 2005 | Liên hoan Phim tài liệu quốc tế EBS                                   | Cha con người lính          | Giải Bạc          | [ 17 ]               |
| 2006 | Liên hoan Phim quốc tế Bình Nhưỡng lần thứ 10                         | Cha con người lính          | Cúp vàng          | [ 13 ] [ 35 ]        |
| 2007 | Liên hoan Truyền hình toàn quốc lần thứ 26                            | Tôi và anh ai cộng sản hơn? | Huy chương vàng   | [ 13 ]               |
| 2007 | Giải thưởng Hội nhà văn Việt Nam và Bộ Lao Động thương binh và xã hội | Người không cô đơn          | Giải A            | [ 2 ]                |
| 2009 | Giải Báo chí quốc gia 2008                                            | Linh hồn Việt Cộng          | Giải B            | [ 37 ] [ 38 ] [ 39 ] |
| 2009 | Giải Cánh diều 2008                                                   | Linh hồn Việt Cộng          | Danh sách đề cử   | [ 40 ]               |
| 2009 | Liên hoan phim truyền hình toàn quốc lần thứ 28                       | Linh hồn Việt Cộng          | Huy chương bạc    | [ 40 ] [ 37 ]        |